# Montgomery (Massachusetts)
Montgomery es un pueblo ubicado en el condado de Hampden en el estado estadounidense de Massachusetts. En el Censo de 2010 tenía una población de 838 habitantes y una densidad poblacional de 21,23 personas por km².

## Geografía
Montgomery se encuentra ubicado en las coordenadas 42°13′14″N 72°50′7″O / 42.22056, -72.83528. Según la Oficina del Censo de los Estados Unidos, Montgomery tiene una superficie total de 39.48 km², de la cual 39.17 km² corresponden a tierra firme y (0.77%) 0.31 km² es agua.

## Demografía
Según el censo de 2010, había 838 personas residiendo en Montgomery. La densidad de población era de 21,23 hab./km². De los 838 habitantes, Montgomery estaba compuesto por el 97.02% blancos, el 0% eran afroamericanos, el 0.72% eran amerindios, el 0.36% eran asiáticos, el 0% eran isleños del Pacífico, el 0.12% eran de otras razas y el 1.79% pertenecían a dos o más razas. Del total de la población el 1.19% eran hispanos o latinos de cualquier raza.